# Абдуллах Гюл
Абдуллах Гюл (на турски: Abdullah Gül) е турски политик, президент (2007 – 2014), премиер, вицепремиер и министър на външните работи на Турция.

## Биография
Роден е на 29 октомври 1950 г. в град Кайсери. Завършва икономика в Истанбулския университет. По-късно преподава по индустриален мениджмънт в университета в Сакария. В периода 1983 – 1991 г. работи в Islamic Development Bank.
През 1991 г. е избран за депутат от името на ислямистката Партия на благоденствието. В периода от 1991 г. до 1995 г. е член на бюджетната комисия на турския парламент. След забрана на Партията на благоденствието става член на новата проислямистка Партия на добродетелта и е избран отново за депутат в турския парламент. Следва отново забрана на поредната проислямистка партия. По-късно Гюл става основател на управляващата днес Партия на справедливостта и развитието. За кратко време е и министър-председател на Република Турция, след което е заменен от Реджеп Тайип Ердоган. От 14 март 2003 г. е вицепремиер и външен министър.
На 27 април 2007 г. е номиниран от своята партия за кандидат-президент на Република Турция. Първото гласуване за президент на Турция обаче е неуспешно за Абдуллах Гюл и е избран на следващия тур.
Абдуллах Гюл е често обвиняван от светските кръгове в Турция в проислямизъм. За последното допринася не на последно място и поведението на съпругата му, която се появява на публични места със забрадка, считана за символ на съпротивата на широки кръгове на турското общество срещи светските принципи на републиканска Турция.
Гюл е семеен, баща на 3 деца.